# Joseph Forrester
Joseph A. Forrester, dit Grindy Forrester, (né le 11 juillet 1877 à Barrie, dans la province de l'Ontario au Canada - mort le 8 novembre 1932 à Miles City dans l'état de Montana aux États-Unis) est un joueur professionnel canadien de hockey sur glace.

## Carrière en club
En 1905, il passe professionnel avec le Portage Lakes Hockey Club dans la LIH.

## Statistiques
| Saison     | Équipe                    | Ligue         |                            | Saison régulière           | Saison régulière           | Saison régulière           | Saison régulière           | Saison régulière           |                            | Séries éliminatoires       | Séries éliminatoires       | Séries éliminatoires       | Séries éliminatoires | Séries éliminatoires |
| Saison     | Équipe                    | Ligue         | PJ                         | B                          | A                          | Pts                        | Pun                        | PJ                         | B                          | A                          | Pts                        | Pun                        |                      |                      |
| 1903-1904  | Hockey Club Barrie        | AHO           | 4                          | 4                          | 0                          | 4                          | 3                          | -                          | -                          | -                          | -                          | -                          |                      |                      |
| 1904-1905  | HC Thessalon              | AHO-I         | Statistiques indisponibles | Statistiques indisponibles | Statistiques indisponibles | Statistiques indisponibles | Statistiques indisponibles | Statistiques indisponibles | Statistiques indisponibles | Statistiques indisponibles | Statistiques indisponibles | Statistiques indisponibles |                      |                      |
| 1905-1906  | Portage Lakes Hockey Club | LIH           | 20                         | 4                          | 0                          | 4                          | 16                         | -                          | -                          | -                          | -                          | -                          |                      |                      |
| 1906-1907  | Portage Lakes Hockey Club | LIH           | 22                         | 15                         | 3                          | 18                         | 14                         | -                          | -                          | -                          | -                          | -                          |                      |                      |
| 1907-1908  | Pittsburgh Athletic Club  | WPHL          | 4                          | 1                          | 0                          | 1                          | 0                          | -                          | -                          | -                          | -                          | -                          |                      |                      |
| 1907-1908  | Maple Leafs de Winnipeg   | MPHL          | 11                         | 2                          | 1                          | 3                          | 9                          | -                          | -                          | -                          | -                          | -                          |                      |                      |
| 1907-1908  | Maple Leafs de Winnipeg   | Coupe Stanley | -                          | -                          | -                          | -                          | -                          | 2                          | 0                          | 0                          | 0                          | 3                          |                      |                      |
| 1908-1909  | Maple Leafs de Winnipeg   | MPHL          | 8                          | 7                          | 4                          | 11                         | 6                          | -                          | -                          | -                          | -                          | -                          |                      |                      |
| 1909-1910  | Shamrocks de Montréal     | ACH           | 1                          | 1                          | 0                          | 1                          | 0                          | -                          | -                          | -                          | -                          | -                          |                      |                      |
| 1910       | Shamrocks de Montréal     | ANH           | 8                          | 0                          | 0                          | 0                          | 0                          | -                          | -                          | -                          | -                          | -                          |                      |                      |
| Totaux ANH | Totaux ANH                | Totaux ANH    | 8                          | 0                          | 0                          | 0                          | 0                          | -                          | -                          | -                          | -                          | -                          |                      |                      |